# Fischgraben (Bever)
Der Fischgraben ist ein rechter Nebenfluss der Bever im Landkreis Rotenburg (Wümme) in Niedersachsen in Deutschland. Sein Ursprung liegt im Ortsgebiet von Hesedorf (Bremervörde).

## Geographie

### Verlauf
Der Fischgraben entsteht in Hesedorf aus dem Pulvermühlenbach bzw. aus der Hese (aufgrund von zwei Mündungen). Die Mündung in die Bever erfolgt etwa 700 m vor der Mündung ebendieser in die Oste und in östlicher Richtung in den Pulvermühlenbach. Der Verlauf des Fischgrabens besteht größtenteils aus gradlinigen Abschnitten.